# Welsh (Luisiana)
Welsh es un pueblo ubicado en la parroquia de Jefferson Davis, en el estado estadounidense de Luisiana. En el Censo de 2010 tenía una población de 3226 habitantes y una densidad poblacional de 193,35 personas por km².

## Geografía
Welsh se encuentra ubicado en las coordenadas 30°14′8″N 92°48′45″O / 30.23556, -92.81250. Según la Oficina del Censo de los Estados Unidos, Welsh tiene una superficie total de 16.68 km², de la cual 16.37 km² corresponden a tierra firme y (1.86%) 0.31 km² es agua.

## Demografía
Según el censo de 2010, había 3226 personas residiendo en Welsh. La densidad de población era de 193,35 hab./km². De los 3226 habitantes, Welsh estaba compuesto por el 77.5% blancos, el 20.3% eran afroamericanos, el 0.19% eran amerindios, el 0.06% eran asiáticos, el 0% eran isleños del Pacífico, el 0.46% eran de otras razas y el 1.49% pertenecían a dos o más razas. Del total de la población el 1.39% eran hispanos o latinos de cualquier raza.